# みんなで決めよう「原発」国民投票
みんなで決めよう「原発」国民投票は、全国で原子力発電の是非を問う住民投票を行う条例制定の請求や、原子力発電の国民投票法制定を求める日本の市民団体。

## 概要
2011年3月11日に発生した東日本大震災や東京電力福島第一原子力発電所事故を受け、全国で原子力発電の稼働の是非を問う住民投票を行う条例制定の請求や原子力発電の国民投票法制定を求める市民団体として2011年5月25日に発足した。この市民団体を中心に、原子力発電の稼働の是非を問う住民投票を行う条例の制定を請求する署名運動が東京都、大阪市で行われた。

## 原子力発電の稼働の是非を問う住民投票条例制定のための直接請求署名運動
条例案の内容としては、原子力発電の稼働の是非を問う住民投票を行い、その投票結果を首長及び議会が尊重して関係機関との協議を行うことを通じて、住民の原子力発電の是非に対する意思を反映させるよう求めるものである。なお、この署名運動は、地方自治法に基づく住民の直接請求の一種として行われ、国民投票の実施を求める署名運動とは異なる。そして、条例制定の請求に必要な署名数を達成したことを受けて東京都では2012年5月10日に、大阪市では2012年2月14日に提出された。その後、静岡県でも同様の直接請求の動きがあり、署名運動が2012年5月14日に開始された。ただ、静岡県で提起された条例案は一部の規定で異なる点がある。

### 条例案の特徴
原子力発電をめぐる住民投票は原子力発電所の立地地域でしばしば行われることがあるが、電力消費地である東京都や大阪市で行われることは初めてである。また、この条例案では投票権者を国政選挙に参加できる資格となる「日本国籍を持つ20歳以上の者」ではなく、日本国内に住む永住外国人と16歳以上の未成年者にも認めていることが挙げられる。

### 東京都
東京都では「東京電力管内の原子力発電所の稼働に関する東京都民投票条例」の制定を求める署名運動として、2012年3月24日にすべての都内の市区町村で終了し、2012年4月3日に東京都内の各区市町村の選挙管理委員会へ署名簿が提出され、選挙管理委員会による審査や縦覧の期間を経て2012年5月10日に32万3千筆の署名が東京都知事宛てに提出された。ただ、東京都知事である石原慎太郎はこの条例案について、「（住民投票の方式をとることについて - 引用者註）危険であり、冷静に議会で議論すべきである」との趣旨の発言をしている。

#### 主な住民投票請求者
東京都での条例制定を請求する住民投票を求めた者のうち、著名な人物を以下に掲げる。なお、それ以外の住民投票請求者はこの運動体のホームページで参照することができる。
- 宮台真司 - 首都大学東京教授
- 横尾和博 - 文芸評論家、作家
- 小林聖太郎 - 映画監督
- 上原公子 - 自治体政策情報センター長、元国立市長
- 千葉徹弥（ちばてつや） - 漫画家
- 桐原麗子（千葉麗子） - 会社経営者、ヨーガ講師、元タレント
- 山本太郎 - 政治家、俳優

### 大阪市
大阪市では「関西電力管内の原子力発電所の稼働に関する大阪市民投票条例」の制定を求める署名運動が繰り広げられ、2012年1月16日に大阪市内の各区にある選挙管理委員会へ署名簿が提出され、選挙管理委員会による審査や縦覧を経て、2月14日、条例制定を求めた署名のうち、有効と判定された55248筆の署名（法定有効数を上回る署名）が大阪市長宛てに提出された。その提出の際に添えられる意見書で大阪市長の橋下徹は「脱原発の民意は市長選挙で既に示され、かつ4億円もの経費をかけて投票を行うことは不適当」として、条例案に反対の立場を取った。そして、大阪市議会に提出された条例案は、審議の結果、3月27日に共産党を除く反対多数で否決された。また、自由民主党系会派は投票権者を20歳以上の日本国籍を持つ者に限定する修正案を提出し、民主党系会派が賛成したものの、橋下が代表を務める大阪維新の会や公明党の反対で否決されたことで、一連の住民投票条例案が否決されて大阪市での運動は終了した。

### 静岡県
静岡県では「中部電力浜岡原子力発電所の再稼働の是非を問う県民投票条例」の制定を求める署名運動が2012年5月13日に開始された。

## 学習会
この市民団体では、東京都内や大阪市内などで学習会と称する意見交換会の活動も行っている。

## 原子力発電の是非を問う国民投票法案制定のための署名運動
前述のような各地での住民投票条例の制定を求める署名運動の他に、原子力発電の是非を問うための国民投票を実施することも訴えている。

## 関連
以下は、この団体とは無関係に実際に住民投票により原発建設が否決された事例である。但し、原発建設の是非を問うた首長選挙により反対派の候補が当選したことによる計画の凍結、撤回はここに含めない。
- 巻原子力発電所 - 1996年8月4日住民投票施行。